# Bonfoh Abass
El-Hadj Bonfoh Abass (Kabou, 23 novembre 1948 – 30 giugno 2021) è stato un politico togolese.
È stato Presidente ad interim del Togo tra il febbraio e il maggio 2005.
Dal 2005 al 2013 ha ricoperto la carica di Presidente dell'Assemblea nazionale. In questo ruolo è stato preceduto da Fambaré Ouattara Natchaba e succeduto da Dama Dramani.

## Biografia
El-Hadj Abbas Bonfoh ha iniziato la sua carriera sportiva dopo tre anni in un istituto sportivo in Costa d'Avorio. Al suo ritorno in Togo, è stato assegnato al Kodjoviakopé General Education College dove ha trascorso 2 anni. Dopo di che, grazie ad una borsa di studio, Abbas è ammesso all'Istituto Nazionale di Amministrazione della Scuola e dell'Università (INAS) in Francia per studiare l'amministrazione scolastica e universitaria. Tornato in Togo 2 anni dopo, è stato assegnato alla pianificazione educativa per lavorare lì come direttore regionale della pianificazione a Kpalimé. Abass tornò di nuovo in Francia per un miglioramento durato 9 mesi. Ritorna alla sua posizione di direttore regionale della pianificazione al suo ritorno, ma questa volta sarà basato a Kara.
Pur mantenendo la posizione di Regional Director of Planning a Kara, la sua presenza è stata notata come attivista del RPT, sempre presente in manifestazioni politiche spesso come portavoce. Molto attivo e molto aperto, le persone della località gli chiederanno di presentarsi alla delegazione. Che cosa fa con il supporto dell'emittente parlamentare uscente che le persone hanno rinnegato. Bonfoh è stato eletto deputato nel 1999 ed è diventato vicepresidente dell'Assemblea nazionale nel 2002, il presidente è Fambaré Ouattara Natchaba.
Alla morte di Étienne Éyadema, il 5 febbraio 2005, Natchaba deve diventare costituzionalmente presidente del Togo. Faure Gnassingbé, un figlio dell'ex presidente, è nominato presidente dal capo dello staff delle forze armate togolesi. Natchaba ritorna in fretta da un viaggio in Europa ma il suo aereo viene dirottato verso il vicino Benin. I confini con il Togo sono chiusi, Natchaba non può far valere i suoi diritti legittimi. L'Assemblea nazionale elegge Faure Gnassingbé come presidente dell'Assemblea per ripristinare una parvenza di legittimità costituzionale. Deve finire il mandato presidenziale di suo padre.
Sotto la pressione dell'ECOWAS, l'Unione europea, l'Unione africana e le Nazioni Unite, Faure Eyadema rinuncia per primo a restare al potere fino alla fine del mandato del presidente in carica, quindi si dimette dal suo incarico Presidente dell'Assemblea nazionale il 25 febbraio 2005. Bonfoh, ancora vicepresidente, diventa quindi presidente dell'Assemblea (e conseguentemente presidente facente funzione del Togo). Egli mantiene la carica di presidente ad interim fino alle elezioni presidenziali del 24 aprile 2005. Dopo i risultati delle elezioni presidenziali annunciate dalla CENI, Faure Gnassingbe riprende il suo posto di presidente il 4 maggio. Bonfoh diventa quindi presidente dell'Assemblea.
Bonfoh era un membro del Rassemblement du peuple Togolais (RPT), ora noto come Union for the Republic (UNIR), il partito al governo.